# ایسا ساکاموتو
ایسا ساکاموتو (ژاپنی: 坂本 一彩؛ زادهٔ ۲۶ اوت ۲۰۰۳) یک بازیکن فوتبال اهل ژاپن است.
از باشگاه‌هایی که در آن بازی کرده‌است می‌توان به باشگاه فوتبال گامبا اوساکا اشاره کرد.